# Miami Boys Choir
El Miami Boys Choir (en català: Cor de Nois de Miami) és un cor de nens de música religiosa jueva contemporània.

## Història
El cor va ser fundat en 1977 per Yerachmiel Begun, el Miami Boys Choir va ser part d'un augment en la popularitat de la música coral jueva. L'ús d'un cor de nens està relacionat amb la prohibició jueva ortodoxa de sentir cantar una dona.
Mentre el grup es va formar a Miami Beach, Florida, després de llançar els primers àlbums, Begun va traslladar el cor a Nova York. Encara que va mantenir la paraula "Miami" en el nom del grup, es van publicar àlbums posteriors amb nois principalment de les àrees de Nova York i Nova Jersey.
Amb el pas dels anys, la imatge del cor ha canviat amb el temps. Originalment s'anomenava "Miami Choir Boys". A més, els títols dels àlbums han canviat lentament amb el temps, de tenir només títols hebreus, han passat a tenir títols en anglès i en hebreu junts.

## Vendes
En comparació dels artistes convencionals, el cor no ha tingut resultats espectaculars en termes de vendes. No obstant això, al món de la música jueva, es reconeix que el grup ha tingut èxit. Un exemple és un dels seus àlbums que va ser llançat en 2005, "Miami Revach", que suposadament va vendre més de 15.000 còpies només en les primeres setmanes. Des de molt primerenc, el cor ha llançat versions en DVD i VHS dels seus àlbums en viu. En 2005, l'àlbum Miami Revach va ser llançat en format de video d'alta definició.